# Hot Tub Time Machine
Hot Tub Time Machine är en amerikansk långfilm från 2010 i regi av Steve Pink, med John Cusack, Clark Duke, Craig Robinson och Rob Corddry i rollerna.
Uppföljaren Hot Tub Time Machine 2 får premiär julen 2014.

## Handling
Det är 2010, och de fyra bästa vännerna Adam (John Cusack), Lou (Rob Corddry), Nick (Craig Robinson) och Jacob (Clark Duke) har alla tröttnat på som vuxna liv av olika anledningar. De åker på skidsemester och efter en natt med hårt festande i hotellets "Hot Tub" vaknar de upp 1986. Nu får de chansen att ändra på sin framtid.

## Rollista (i urval)
| John Cusack       | – Adam      |
| Craig Robinson    | – Nick      |
| Rob Corddry       | – Lou       |
| Clark Duke        | – Jacob     |
| Chevy Chase       | – Repairman |
| Crispin Glover    | – Phil      |
| Sebastian Stan    | – Blaine    |
| Lizzy Caplan      | – April     |
| Lyndsy Fonseca    | – Jenny     |
| Charlie McDermott | – Chaz      |